# Siedlec (województwo lubuskie)
Siedlec – wieś w Polsce położona w województwie lubuskim, w powiecie żarskim, w gminie Trzebiel.
W latach 1975–1998 miejscowość położona była w województwie zielonogórskim.

## Historia
Nazwa miejscowości w obecnie używanej formie Siedlec pojawia się w łacińskim dokumencie z 1257 roku. 